# Frombork
Frombork (Frauenburg fino al 1945) è un comune urbano-rurale polacco del distretto di Braniewo, nel voivodato della Varmia-Masuria. È sede della cattedrale dell'arcidiocesi di Varmia

## Geografia
Il comune ricopre una superficie di 125,82 km² e nel 2004 contava 3 793 abitanti.
Comunità urbane e rurali:
- Baranówka (Schafsberg)
- Biedkowo (Betkendorf)
- Bogdany (Sonnenberg)
- Drewnowo (Drewsdorf)
- Jędrychowo (Heinrichsdorf)
- Krzyżewo (Kreuzdorf)
- Krzywiec (Dittersdorf)
- Narusa (Narz)
- Ronina (Rahnenfeld)
- Wierzno Wielkie (Groß Rautenberg)

## Storia
In questa cittadina Niccolò Copernico trascorse i suoi ultimi anni di vita e morì nel 1543, presenza dovuta al fatto che era canonico della cattedrale.

## Monumenti e luoghi d'interesse
- Cattedrale - antica chiesa in mattoni. Vi è sepolto l'astronomo Niccolò Copernico. Si trova all'interno di un complesso cinto da mura che comprende anche un museo e un osservatorio astronomico, nonché l'edificio dove visse Copernico.
- Torre dell'acqua

## Galleria d'immagini

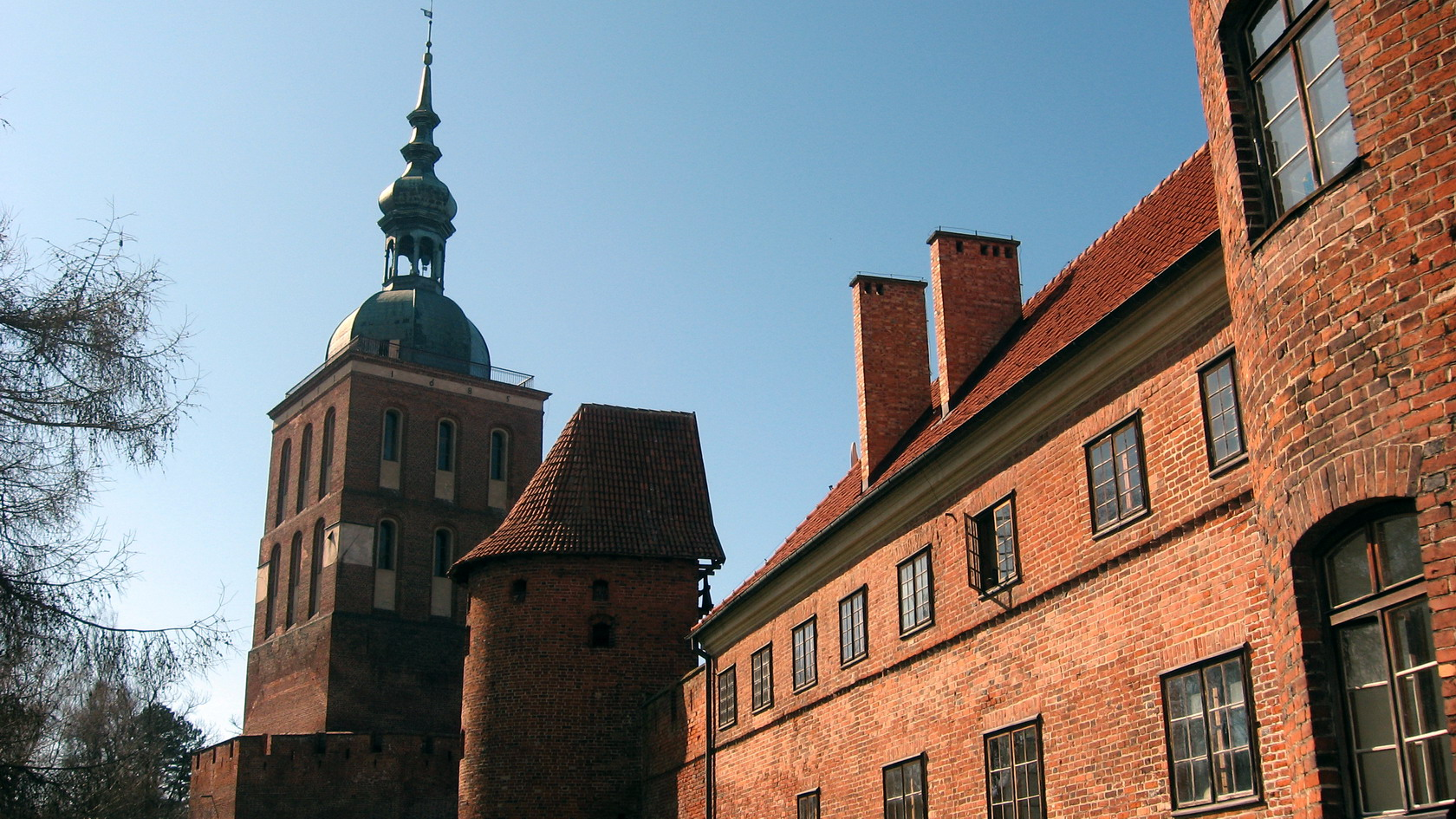
Vista del complesso della cattedrale da sud
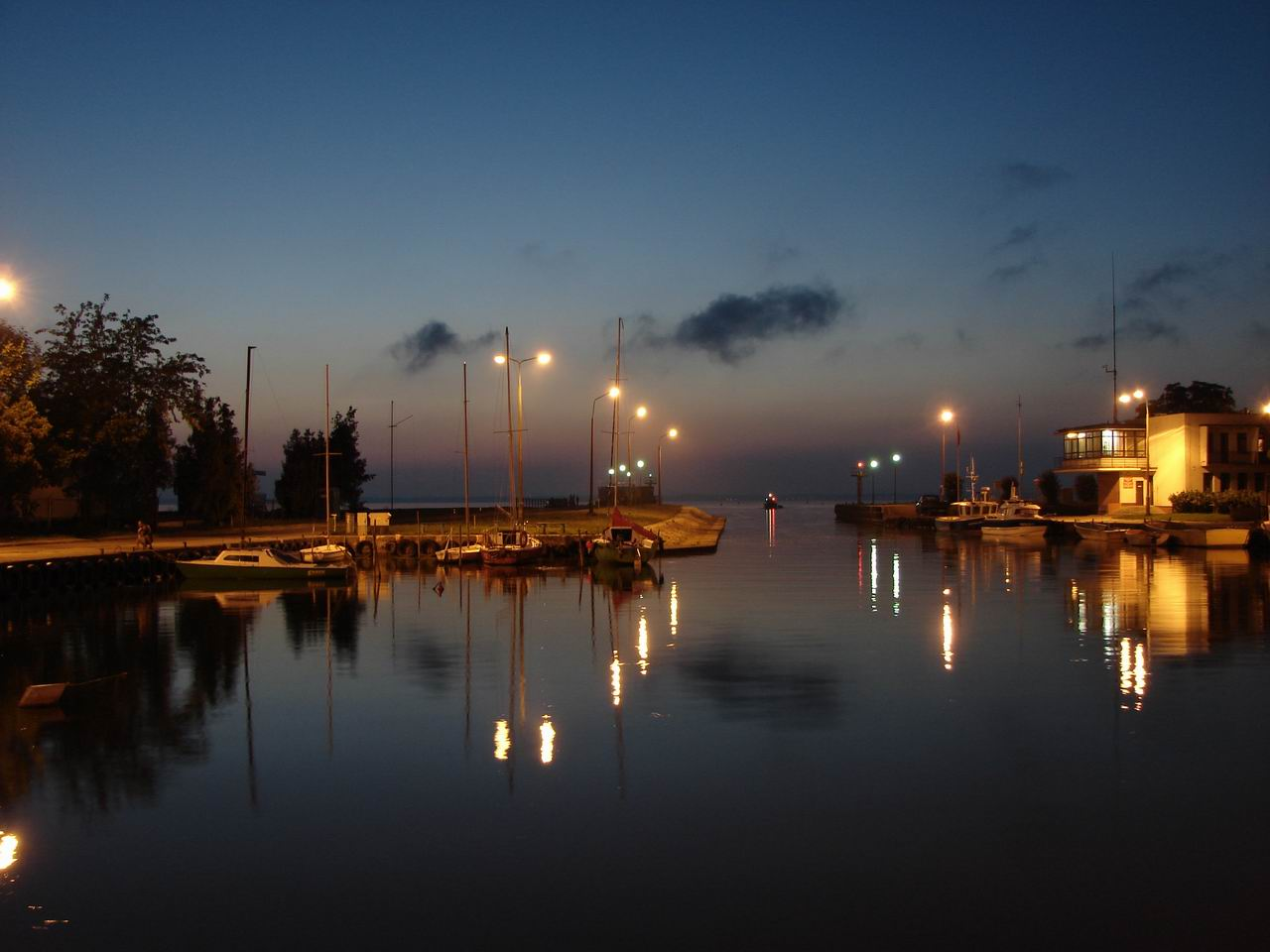
Il piccolo porto
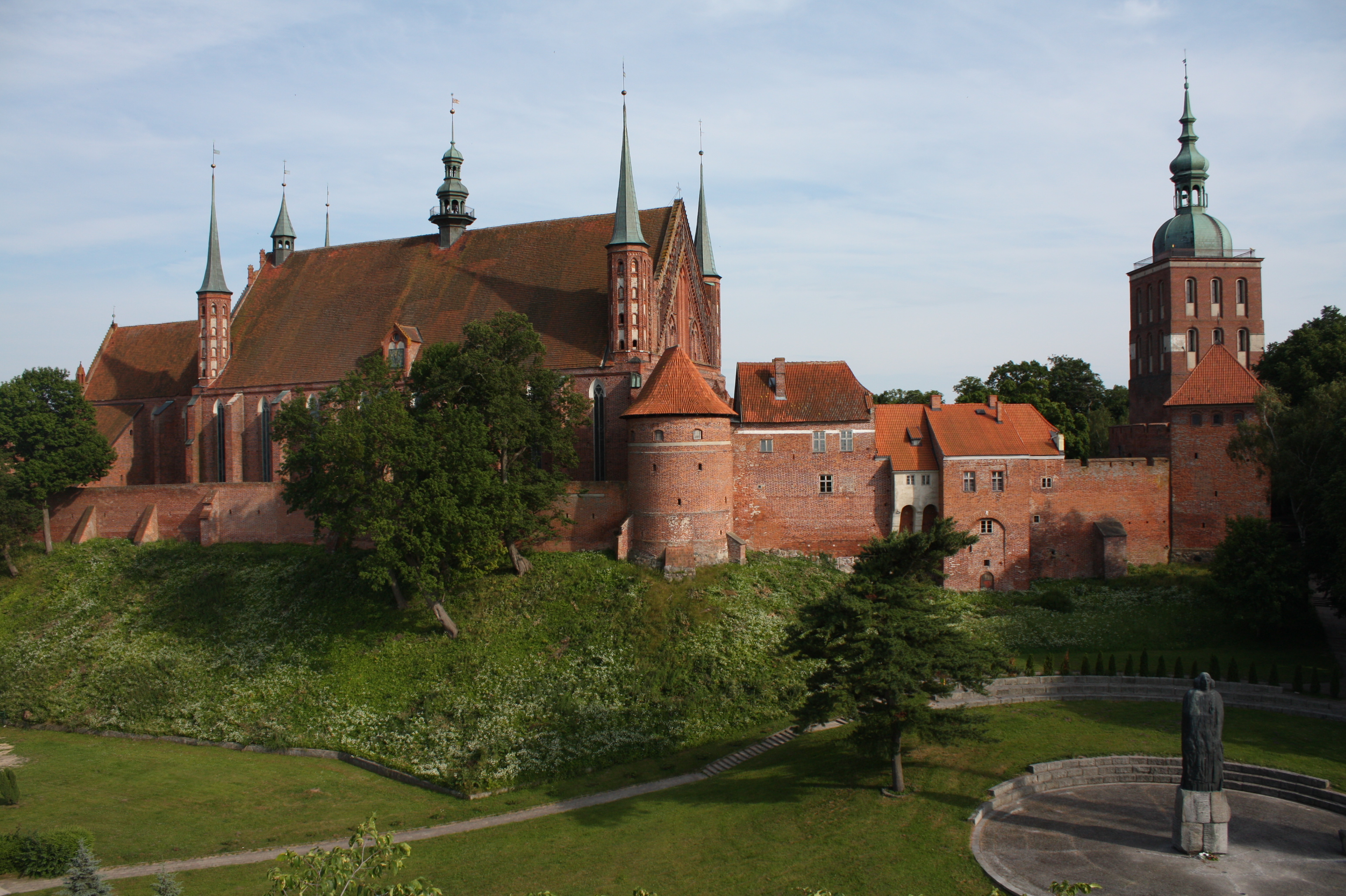
Vista del complesso della cattedrale